# Gueorgui Schénnikov
Gueorgui Mijáilovich Schénnikov (en ruso: Георгий Михайлович Щенников) (Moscú, Unión Soviética, 27 de abril de 1991) es un futbolista profesional ruso que juega como defensa y se encuentra sin equipo tras abandonar el P. F. C. CSKA Moscú.

## Trayectoria
Hijo del medallista olímpico Mijaíl Schénnikov, Gueorgui Schénnikov debutó con el PFC CSKA Moscú en un partido de Copa de Rusia ante el FC Torpedo Vladimir el 6 de agosto de 2008. El 24 de octubre de 2008 debutó en competición europea al salir como sustituto en un partido de Copa de la UEFA ante el Deportivo de La Coruña sin haber jugado aún en la liga doméstica hasta ese momento. Schénnikov fue uno de los 50 nominados al premio Golden Boy 2011.

## Selección nacional
Schénnikov fue parte de la selección rusa sub-21 que compitió en la clasificación para la Eurocopa Sub-21 de 2011. Su debut con la selección de Rusia se produjo el 15 de agosto de 2012 en un amistoso frente a Costa de Marfil.
El 12 de mayo de 2014, Fabio Capello, director técnico de la selección nacional de Rusia, incluyó a Schénnikov en la lista provisional de 30 jugadores que iniciarán la preparación con miras a la Copa Mundial de Fútbol de 2014. El 2 de junio fue ratificado por Capello en la nómina definitiva de 23 jugadores.

### Participaciones en Copas del Mundo
| Mundial                        | Sede   | Resultado    |
| ------------------------------ | ------ | ------------ |
| Copa Mundial de Fútbol de 2014 | Brasil | Primera fase |

## Clubes
| Club                | País  | Año       |
| ------------------- | ----- | --------- |
| P. F. C. CSKA Moscú | Rusia | 2008-2023 |

## Palmarés

### Títulos nacionales
| Título                | Club                | País  | Año  |
| --------------------- | ------------------- | ----- | ---- |
| Copa de Rusia         | P. F. C. CSKA Moscú | Rusia | 2009 |
| Supercopa de Rusia    | P. F. C. CSKA Moscú | Rusia | 2009 |
| Copa de Rusia         | P. F. C. CSKA Moscú | Rusia | 2011 |
| Liga Premier de Rusia | P. F. C. CSKA Moscú | Rusia | 2013 |
| Copa de Rusia         | P. F. C. CSKA Moscú | Rusia | 2013 |
| Supercopa de Rusia    | P. F. C. CSKA Moscú | Rusia | 2013 |
| Liga Premier de Rusia | P. F. C. CSKA Moscú | Rusia | 2014 |
| Supercopa de Rusia    | P. F. C. CSKA Moscú | Rusia | 2014 |
| Liga Premier de Rusia | P. F. C. CSKA Moscú | Rusia | 2016 |
| Supercopa de Rusia    | P. F. C. CSKA Moscú | Rusia | 2018 |
| Copa de Rusia         | P. F. C. CSKA Moscú | Rusia | 2023 |